# Campeonato Europeo de Lucha de 2012

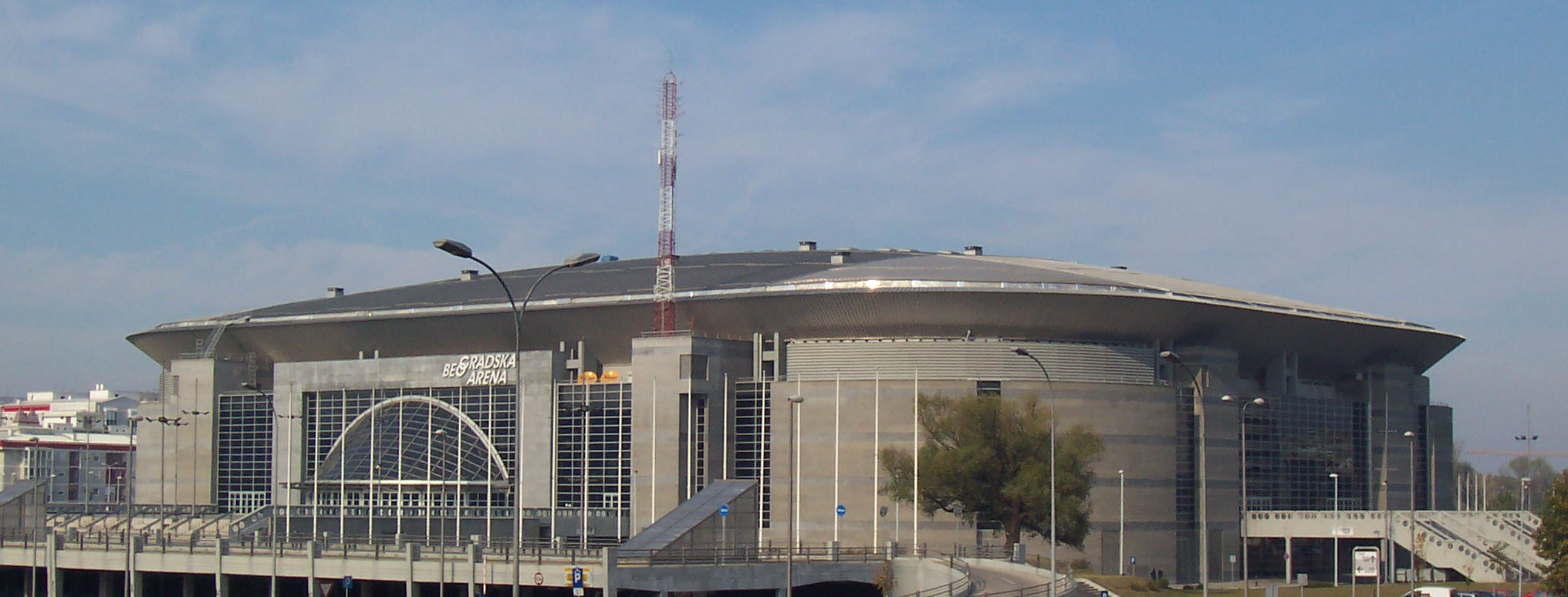
Arena de Belgrado

El LXIV Campeonato Europeo de Lucha se celebró en Belgrado (Serbia) entre el 6 y el 11 de marzo de 2012 bajo la organización de la Federación Internacional de Luchas Asociadas (FILA) y la Federación Serbia de Lucha.
Las competiciones se realizaron en la Arena de Belgrado.

## Resultados

### Lucha grecorromana masculina
| Evento         | Oro                       | Plata                         | Bronce                                                         |
| -------------- | ------------------------- | ----------------------------- | -------------------------------------------------------------- |
| 55 kg (10.03)  | Elçin Əliyev Azerbaiyán   | Péter Módos · Hungría         | Fatih Üçüncü Turquía Alexandar Kostadinov Bulgaria             |
| 60 kg (10.03)  | István Lévai · Eslovaquia | Ivo Anguelov Bulgaria         | Davor Štefanek · Serbia · Aslan Abdulin · Rusia                |
| 66 kg (11.03)  | Frank Stäbler · Alemania  | Georgian Carpen · Rumania     | Mathias Günther · Suecia · Islam-Beka Albiyev · Rusia          |
| 74 kg (11.03)  | Roman Vlasov · Rusia      | Manuchar Tsjadaia Georgia     | Aleksandr Kazakevič · Lituania · Arsen Dzhulfalakian · Armenia |
| 84 kg (11.03)  | Jristo Marinov Bulgaria   | Damian Janikowski · Polonia   | Viktor Lőrincz · Hungría · Zhan Beleniuk · Ucrania             |
| 96 kg (10.03)  | Artur Alexanian Armenia   | Mindaugas Ežerskis · Lituania | Şalva Qadabadze · Azerbaiyán · Serhi Rutenko · Ucrania         |
| 120 kg (10.03) | Rıza Kayaalp Turquía      | Jasan Baroyev · Rusia         | Yevhen Orlov · Ucrania · Yuri Patrikeyev · Armenia             |

### Lucha libre masculina
| Evento         | Oro                          | Plata                        | Bronce                                                      |
| -------------- | ---------------------------- | ---------------------------- | ----------------------------------------------------------- |
| 55 kg (07.03)  | Dzhamal Otarsultanov · Rusia | Besarion Gochashvili Georgia | Radoslav Velikov Bulgaria Ahmet Peker Turquía               |
| 60 kg (07.03)  | Toğrul Əsgərov Azerbaiyán    | Anatolie Guidea Bulgaria     | Rasul Murtazaliyev · Rusia · Maljaz Zarkua · Georgia        |
| 66 kg (06.03)  | Alan Gogayev · Rusia         | Leonid Bazan Bulgaria        | Davit Safarian · Armenia · Gergő Wöller · Hungría           |
| 74 kg (08.03)  | Denis Tsargush · Rusia       | Davit Jutsishvili Georgia    | Gábor Hatos · Hungría · Aleksandr Qostiyev · Azerbaiyán     |
| 84 kg (09.03)  | Dato Marsaguishvili Georgia  | Mijail Ganev Bulgaria        | Anzor Urishev · Rusia · Gheorghiță Ștefan · Rumania         |
| 96 kg (06.03)  | Abdusalam Gadisov · Rusia    | Valeri Andritsev · Ucrania   | Serhat Balcı · Turquía · Ivan Yankouski · Bielorrusia       |
| 120 kg (08.03) | Taha Akgül Turquía           | Dániel Ligeti · Hungría      | Davit Modzmanashvili · Georgia · Ihar Dziatko · Bielorrusia |

### Lucha libre femenina
| Evento        | Oro                         | Plata                          | Bronce                                                        |
| ------------- | --------------------------- | ------------------------------ | ------------------------------------------------------------- |
| 48 kg (06.03) | Liudmyla Balushka · Ucrania | Estera Dobre · Rumania         | Marina Vilmova · Rusia · Jaqueline Schellin · Alemania        |
| 51 kg (07.03) | Iwona Matkowska · Polonia   | Olexandra Kohut · Ucrania      | Alexandra Engelhardt · Alemania · Yekaterina Krasnova · Rusia |
| 55 kg (08.03) | Natalia Synyshyn · Ucrania  | Sofia Mattsson · Suecia        | Mariya Gurova · Rusia · Ana Maria Pavăl · Rumania             |
| 59 kg (07.03) | Hanna Vasylenko · Ucrania   | Anastasija Grigorjeva Letonia  | Sona Əhmədli Azerbaiyán Ludmila Cristea Moldavia              |
| 63 kg (09.03) | Yuliya Ostapchuk · Ucrania  | Natalia Smirnova · Rusia       | Monika Michalik · Polonia · Elif Jale Yeşilırmak · Turquía    |
| 67 kg (08.03) | Henna Johansson · Suecia    | Ala Cherkasova · Ucrania       | Nadejda Sementsova Azerbaiyán Dzhanan Manolova Bulgaria       |
| 72 kg (09.03) | Maja Erlandsen · Noruega    | Kateryna Burmistrova · Ucrania | Natalia Vorobiova · Rusia · Maider Unda · España              |

## Medallero
| Núm. | País        | Oro | Plata | Bronce | Total |
| ---- | ----------- | --- | ----- | ------ | ----- |
| 1    | Rusia       | 5   | 2     | 8      | 15    |
| 2    | Ucrania     | 4   | 4     | 3      | 11    |
| 3    | Azerbaiyán  | 2   | 0     | 4      | 6     |
| 3    | Turquía     | 2   | 0     | 4      | 6     |
| 5    | Bulgaria    | 1   | 4     | 3      | 8     |
| 6    | Georgia     | 1   | 3     | 2      | 6     |
| 7    | Polonia     | 1   | 1     | 1      | 3     |
| 7    | Suecia      | 1   | 1     | 1      | 3     |
| 9    | Armenia     | 1   | 0     | 3      | 4     |
| 10   | Alemania    | 1   | 0     | 2      | 3     |
| 11   | Eslovaquia  | 1   | 0     | 0      | 1     |
| 11   | Noruega     | 1   | 0     | 0      | 1     |
| 13   | Hungría     | 0   | 2     | 3      | 5     |
| 14   | Rumania     | 0   | 2     | 2      | 4     |
| 15   | Lituania    | 0   | 1     | 1      | 2     |
| 16   | Letonia     | 0   | 1     | 0      | 1     |
| 17   | Bielorrusia | 0   | 0     | 2      | 2     |
| 18   | España      | 0   | 0     | 1      | 1     |
| 18   | Moldavia    | 0   | 0     | 1      | 1     |
| 18   | Serbia      | 0   | 0     | 1      | 1     |
|      | TOTAL       | 21  | 21    | 42     | 84    |